# Кристенсен, Ким
Ким Кристенсен (дат. Kim Christensen; род. 16 июля 1979, Фредерисия, Вайле) — датский футболист, выступавший на позиции вратаря. Известен по выступлениям за клубы «Норшелланн», «Гётеборг», «Копенгаген», а также национальную сборную Дании.

## Клубная карьера
Во взрослом футболе дебютировал в 1997 году выступлениями за команду любительского клуба «Росенгей», в которой провёл пять сезонов, приняв участие в 110 матчах.
С 2002 по 2004 год играл в составе команд клубов «Видовре» и «Нюкёбинг Фальстер». Своей игрой за последнюю команду привлёк внимание представителей тренерского штаба клуба «Норшелланн», к составу которого присоединился в 2004 году. Сыграл за команду из Фарума следующие четыре сезона своей игровой карьеры. Большую часть времени, проведённого в составе «Норшелланна», был основным голкипером команды.
В 2008 году заключил контракт со шведским «Гётеборгом», в основном составе которого провёл следующие два года своей карьеры.
К составу «Копенгагена» присоединился в 2010 году.

## Выступления за сборную
В 2010 году дебютировал в составе национальной сборной Дании. Всего провёл за сборную три матча, но только один из них признан ФИФА официальным.

## Статистика

### Матчи Кристенсена за сборную Дании
| Матчи Кристенсена за сборную Дании | Матчи Кристенсена за сборную Дании | Матчи Кристенсена за сборную Дании | Матчи Кристенсена за сборную Дании | Матчи Кристенсена за сборную Дании | Матчи Кристенсена за сборную Дании |
| ---------------------------------- | ---------------------------------- | ---------------------------------- | ---------------------------------- | ---------------------------------- | ---------------------------------- |
| №                                  | Дата                               | Соперник                           | Счёт                               | Пропущено голов                    | Соревнование                       |
| 1                                  | 27 мая 2010                        | Сенегал                            | 2:0                                | —                                  | Товарищеский матч                  |

Итого: 1 матч / пропущено 0 голов; 1 победа, 0 ничьих, 0 поражений.

## Достижения
«Гётеборг»
- Обладатель Суперкубка Швеции : 2008
- Обладатель Кубка Швеции : 2008

«Копенгаген»
- Чемпион Дании (3): 2010/11, 2012/13, 2015/16
- Обладатель Кубка Дании (3): 2011/12, 2014/15, 2015/16